# Sara Llorens Carreres
Sara Llorens Carreres   (Lobos, 5 de novembre de 1881 - Perpinyà, 17 d'abril de 1954) fou una mestra, escriptora, folklorista catalana, considerada la primera que va estudiar les tradicions i les arts populars a Catalunya.

## Biografia
Nasqué l'any 1881 a Lobos (Argentina) on la seva família havia emigrat. L'any 1885 la família Llorens tornà de l'Argentina a Pineda de Mar, d'on era originària. Sara Llorens estudià Magisteri a l'Escola Normal de Barcelona i acabà la carrera el 1897. Amplià estudis a l'Escola d'Institutrius i Altres Carreres per a la Dona, on donaria classes ella mateixa el curs 1903-04.
S'introduí en l'estudi del folklore de la mà de Rossend Serra i Pagès, que la inicià en la recerca i la considerà sempre la seva deixebla predilecta. La va empènyer a donar a conèixer la seva tasca fent conferències i publicant articles, consell que ella seguí. En morir el seu mestre, fou ella qui rebé el llegat dels seus manuscrits i correspondència i tingué cura de la seva ordenació i catalogació.
L'any 1902 contragué la tuberculosi, per la qual cosa passà una temporada a Tenerife, però la malaltia ja no la va abandonar. Participà en els Jocs Florals de Santa Coloma de Farners l'any 1904 on va obtenir el primer premi de composició literària per Maternal.
Es casà l'any 1908 a Trenque Luquén (Buenos Aires), on la seva família tenia propietats, amb el polític de la Unió Socialista de Catalunya Manuel Serra i Moret, alcalde de Pineda durant molts anys i més tard vicepresident segon del Parlament de Catalunya i membre del Govern de la Generalitat a l'exili, el 1946.
L'any 1938 Sara Llorens s'exilià amb la seva germana a la hisenda familiar argentina fins al 1948, en què s'establí amb el seu marit a Perpinyà, on moriria el 17 d'abril de 1954. El seu marit publicà pòstumament el Llibre del cor, que ella havia redactat el 1916.

## Publicacions i llegat
Fruit dels seus estudis és el Cançoner de Pineda, publicat el 1931, que recull 238 cançons i 210 tonades. Després del Cançoner, la publicació més considerable de Sara Llorens és el Rondallari de Pineda, una obra ingent –tot i que només havia fet recerca al seu poble– que no es va publicar fins al 2006, gràcies a Ajuntament de Pineda, després de diversos intents fallits al llarg del segle xx. L'any 2004 es va publicar l’Epistolari (1901-1954) editat per la Fundació Pere Coromines, i també l’Àlbum Sara Llorens amb l’Ajuntament de Pineda de Mar, primer d'una sèrie de quatre, a cura del pinedenc Joan Pujadas. Sara Llorens va publicar també un Cançoner, el 1928, i va col·laborar amb més de mil fitxes en el Diccionari de Mn. Alcover. Pendents de publicar es troben encara dues terceres parts de la seva recerca, en què hi continua treballant l'antropòloga de la Universitat de Barcelona Josefina Roma, la que fa referència a les Llegendes i a l’aplec de Costums i Creences.
El seu fons personal es troba dipositat al CRAI Biblioteca del Pavelló de la República de la Universitat de Barcelona. Consta de correspondència rebuda o/i escrita per Sara Llorens, escrits d'ella, documents i textos diversos i recull de premsa.

## Reconeixements i memòria
Al 2009 s'inaugurà a Pineda de Mar un monòlit en memòria seva, en la plaça que també porta el seu nom.
Al 2014 se celebrà una exposició a la Biblioteca Manuel Serra i Moretː Sara Llorens, pionera del folklore a Catalunya. En l'edifici antic d'aquesta Biblioteca, construïda el 1922 per la Mancomunitat de Catalunya, hi ha l'Espai Cultural "Sara Llorens", a disposició de les entitats i la ciutadania de la població.